# Экономика Нахичеванской Автономной Республики
Нахичеванская Автономная Республика (НАР) — стратегическая часть Азербайджанской  Республики (АР). НАР занимает юго-восточную часть Закавказского нагорья. Почти 75% территории лежит на высоте более 1000 метров. В республике имеются такие полезные ископаемые, как молибденовые и полиметаллические руды, каменная соль, облицовочный камень, стройматериалы. Имеются источники минеральных вод.

## История
В XIX веке в Нахичеванском крае выращивались пшеница, ячмень, просо, хлопок, лен, конопля, рис, табак, овощи, чечевица, табак, виноград, различные фрукты. В Ордубадском районе было развито садоводство и шелководство.
Начиная со второй половины XX в., в НАР были созданы новые производственные отрасли, выявлены и привлечены к эксплуатации богатые природные запасы, промышленность была обеспечена современной техникой и технологией.
Особую роль в развитии экономики НАР сыграл Президент Азербайджанской Республики Гейдар Алиев. Современная экономика НАР своей многоотраслевой структурой отличается от других регионов АР. Это связано с ее изолированным от территории АР географическим расположением, в связи с чем она вынуждена удовлетворять свои потребности за счет внутренних возможностей.
В промышленности особое место занимают переработка сельскохозяйственной продукции и добыча полезных ископаемых. Существуют предприятия в сфере электроники, металлообработки, строительных материалов и легкой промышленности. Сельское хозяйство в основном специализируется на зерноводстве, животноводстве, овощеводстве и садоводстве.

## Оценка
Экономика Нахичеванской АР за последние десятилетия характеризуется  ростом всех показателей экономического развития. В результате проведенных целенаправленных мероприятий только с октября 2003 г. до конца 2007 г. в НАР были открыты 30 639 новых рабочих мест, из них 19 213, или 62,7%, являются постоянными. Совершенствование таможенной инфраструктуры, либерализация внешней торговли, создание благоприятных условий для инвесторов дали свои плоды.
Для обеспечения продолжительности экономического прогресса, а также для устойчивого и эффективного использования имеющихся природных ресурсов и трудового потенциала 14 апреля 2009 года Президентом АР Ильхамом Алиевым была одобрена «Государственная программа по социально-экономическому развитию регионов Азербайджанской Республики на 2009-2013 годы».
Реализация существенных мер для развития НАР также предусмотрена в рамках государственной программы. В 2009 году, как и в предыдущие периоды, значительно выросли макроэкономические показатели, отражающие деятельность в экономической и социальной областях НАР. В действительности, ВВП, как основной показатель экономического развития НАР, вырос до 974 миллион манат в 2009 г., увеличившись на 21% по сравнению с 2008 г. За этот период ВВП на душу населения тоже увеличился. Если в 2008 г. этот показатель составил 2057 манат, то в 2009 г. вырос до 2435 манатов, увеличившись до 18%.
В 2013 году в Нахичеванской АР ВВП составил 2 млрд. 338 млн. 928 манат. В составе ВВП 28,5% в 2013 году приходилось на долю промышленности, 25,5% - на долю строительного сектора, а 64,8% на долю материального производства. В 2013 году на долю каждого человека приходится 5423 манат (6911,8 долларов США) от ВВП.

## Численность и динамика населения
Численность населения составляет 427,2 тыс. чел.(2013), в том числе 123,9 тыс. чел. городские жители, 303,3 тыс. чел. деревенские жители. Половой состав населения на 2013 год составлял 49,7% мужчины(212,5 тыс.чел.) и 50,3% женщины(214,7 тыс.чел).
Прибыль населения в 2013 году составила 1 млрд. 737 млн. 58 тыс. манат, на долю одного человека при этом приходится 4028 манат. Среднемесячная зарплата составляет 376,6 манат. В 2013 году открыто 2260 новых рабочих мест, из них 2092 (92,6%) постоянные рабочие места. В 2003 году введен в эксплуатацию Нахичеванский Автомобильный завод.
Развивается туризм, в Автономной республике действует международный аэропорт. В последние годы  развивается туристический сектор, что характеризуется
 притоком туристов в республику, для которых созданы гостиницы.

## Государственный бюджет
На 2023 год расходы государственного бюджета утверждены в размере 614 млн. 652,5 тыс. манат.

## Современное положение
На территории Нахичеванской Автономной Республики находятся месторождения золота и полиметалла (Парагачай, Айгурд, Пиязбашы, Башкенд, Насирваз в Ордубадском районе), запасы соли, кладочные камни, а также гужевые залежи.
На территории Ордубадского района построена гидроэлектростанция. В Нахичевани действует Вайхырский гидроканал. Планируется сооружение плотины над рекой Аракс с целью обеспечения Автономной Республики электроэнергией и оросительной водой.
В 2002 году  был отреставрирован Нахичеванский воздушный порт, был сооружён аэропорт.
Весной 2008 года была построена автомобильная дорога Нахичевань – Садарак. В 2010 году построена магистральная автомобильная дорога Нахичевань – Джульфа.
В октябре 2010 года открыт комплекс «Гямигая» по добыче камня. Комплекс снабжён оборудованием компании «Sesemak» (Турция).
Весной 2012 года открыт Нахичеванский цементный завод. С целью производства минеральной воды под названием «Бадамлы» в городе Нахичевань был сооружён новый завод. Завод снабжён оборудованием компании “Sidel” (Франция).
В апреле 2013 года сдан в эксплуатацию промышленный комплекс «Джахан иншаат».
На апрель 2014 года в НАР действовало 438 промышленных предприятий, которые производили продукцию 346 видов и 988 наименований. НАР в условиях блокады стремится полностью обеспечить себя необходимой продукцией различных отраслей, с целью снижения до минимума зависимости от импорта.
За период с 2004 по 2014 год создано 954 производственных и обслуживающих предприятия.
За 2003 — 2013 годы открыто 58 460 новых рабочих мест.
5 декабря 2024 года в юго-западной зоне города Нахичевань создан Нахичеванский промышленный парк.

### Машиностроение
В 1993 году создан машиностроительный завод «NAZ-IMPEX». Впоследствии переименован в Нахичеванский автомобильный завод. Завод производит автомобили марки «Назлифан». На апрель 2014 года собрано 3 000 автомобилей.

### Зангезурский коридор
9 ноября 2020 года главы Азербайджана, Армении и России подписали трёхстороннее заявление о прекращении огня в Нагорном Карабахе. Согласно 9-му пункту заявления, «Республика Армения гарантирует безопасность транспортного сообщения между западными районами Азербайджанской Республики и Нахичеванской Автономной Республикой с целью организации беспрепятственного движения граждан, транспортных средств и грузов в обоих направлениях». В качестве такого транспортного сообщения рассматривается транспортный коридор вдоль южной границы Армении с Ираном, так называемый «Зангезурский коридор» через Сюникскую область Армении. Согласно подсчётам Центра анализа экономических реформ и коммуникаций Азербайджана, разблокировка транспортных связей между основной территорией Азербайджана и Нахичеванской Автономной Республикой поможет стране увеличить экспорт на $710 млн. Баку также сэкономит $10 млн, которые ежегодно тратятся на субсидирование авиарейсов Баку – Нахичевань. Помимо этого открытие железной дороги позволит наладить прямые поставки газа. В настоящее время поставки газа по системе обмена осуществляется через территорию Ирана. При этом в качестве платы Тегеран удерживает 15 % азербайджанского транзита. По словам руководителя Центра, анализа экономических реформ и коммуникаций Азербайджана, доктора экономических наук Вюсала Гасымлы, железнодорожная линия Карс – Нахичевань – Мегри – Зангилан – Баку важна не только с точки зрения снятия блокады Нахичевани, но также с точки зрения снижения транспортных расходов, увеличения возможностей внешней торговли, роста туризма и пассажирооборота, а также привлечения инвестиций в регион.

## Энергетика

### История
В период Азербайджанской ССР в НАР действовала только Аракская ГЭС, введённая в эксплуатацию в 1970 году.
21 сентября 1957 года создан Нахичеванский филиал Азербайджанского главного энергетического управления. 1 сентября 1963 года создана нахичеванская сеть АзГлавэнерго. 1 апреля 1980 года сеть преобразована в учреждение «Нахичеванские электрические сети».  21 января 1992 года «Нахичеванские электрические сети» были преобразованы в «Объединение по производству энергии НАР».
17 октября 1994 года создано управление энергетики НАР. 9 августа 2006 года на его базе создано Государственное энергетическое Агентство НАР. 10 апреля 2017 года Агентство было преобразовано в Государственную энергетическую службу НАР.

### Общие сведения
Общая генерирующая мощность электростанций составляет 244,8 МВт.
На 1 января 2024 года в НАР установлен 98 501 электронный счётчик. Количество активных абонентов счётчиков составляет 73 143.
Для развития зелёной энергетики выделено 7 992 гектар земель. На равнинах Нахичевани количество солнечных часов составляет 2600 — 2800 часов в год.
Планируется обмен электроэнергией между НАР и Турцией.

### Электростанции
На октябрь 2024 года действует 5 гидроэлектростанций, 3 солнечных электростанции, 1 ветровая, 1 гибридная.
1 декабря 2015 года около с. Халхал Бабекского района открыта Нахичеванская СЭС. Станция стала первой солнечной электростанцией в НАР. Электростанция расположена на площади 35 гектар. Мощность электростанции — 22 мегаватта. Станция построена бельгийской компанией «Soltech». На станции установлено 78 тысяч 684 солнечных панелей типа стекло/стекло, 11 электрических подстанций. Станция рассчитана на выработку ежегодно 30 млн кВт⋅ч электроэнергии.
Аракская ГЭС используется Азербайджаном и Ираном с разделением мощностей 50/50.
На ГЭС Арапчай-1 установлены две силовые установки, №1 и №2.
Вместимость водохранилища ГЭС Арпачай-2 — 3 млн м3. Станция выполняет распределительные функции.
| № | Наименование                               | Мощность (МВт) | Дата ввода в эксплуатацию |
| - | ------------------------------------------ | -------------- | ------------------------- |
| 1 | Нахичеванская модульная ГЭС                | 87             | 2006                      |
| 2 | Нахичеванская газотурбинная электростанция | 50             |                           |
| 3 | Аракская ГЭС                               | 22 (из 44)     | 1970                      |
| 4 | Нахичеванская СЭС                          | 22             | 1 декабря 2015            |
| 5 | Арпачай-1                                  | 20,5           | 7 апреля 2014             |
| 6 | Билявская ГЭС                              | 20             | 2010                      |
| 7 | ГЭС на водохранилище им. Г Алиева          | 4,5            |                           |
| 8 | ГЭС Вайхир                                 | 4,5            |                           |
| 9 | Арапчай-2 (ГЭС)                            | 1,4            | 7 апреля 2014             |
|   | Итого                                      | 231,9          |                           |

### 2022 год
В 2022 году НАР произведено 468 316 894 кВт⋅ч электроэнергии, потреблено 500 278 894 кВт⋅ч электроэнергии.
| Источник                                   | Количество  |
| ------------------------------------------ | ----------- |
| Аракская ГЭС                               | 48 348 264  |
| Билявская ГЭС                              | 24 088 500  |
| Арпачай-1 (ГЭС)                            | 25 977 600  |
| Арпачай-2 (ГЭС)                            | 727 700     |
| ГЭС на водохранилище им. Г. Алиева         | 2 675 300   |
| Нахичеванская модульная ГЭС                | 306 779 000 |
| Нахичеванская газотурбинная электростанция | 3 711 460   |
| Нахичеванская СЭС                          | 56 009 070  |
| Итого                                      | 468 316 894 |

101 817 364 кВт⋅ч электроэнергии произведено ГЭС (21,74 %), 310 490 460 кВт⋅ч электроэнергии произведено ТЭС (66,30%). 56 009 070 кВт⋅ч электроэнергии произведено СЭС (11,96 %).
157 826 434 кВт⋅ч электроэнергии произведено возобновляемысм источниками энергии (33,70 %).
31 962 000 кВт⋅ч электроэнергии импортировано из Ирана. 32 366 000 кВт⋅ч. электроэнергии экспортировано в Иран.
В Шарурском районе введена в строй солнечная электростанция мощностью 3 МВт. Начато строительство второй СЭС на 3 МВт.
Продолжено строительство Ордубадской ГЭС на реке Аракс мощностью 36 МВт, Тивинской ГЭС мощностью 15,6 МВт расположенной на притоке Тиви реки Гилянчай.

### 2023 год
В 2023 году НАР произведено  474 569 561 кВт⋅ч электроэнергии, потреблено 507 283 561 кВт⋅ч электроэнергии.
| Источник                                   | Количество  |
| ------------------------------------------ | ----------- |
| Аракская ГЭС                               | 46 411 416  |
| Билявская ГЭС                              | 26 560 700  |
| Арпачай-1 (ГЭС)                            | 19 120 300  |
| Арпачай-2 (ГЭС)                            | 327 400     |
| ГЭС на водохранилище им. Г. Алиева         | 1 970 900   |
| Нахичеванская модульная ГЭС                | 318 254 000 |
| Нахичеванская газотурбинная электростанция | 1 408 137   |
| Нахичеванская СЭС                          | 60 516 708  |
| Итого                                      | 474 569 561 |

32 714 000 кВт⋅ч электроэнергии импортировано из Ирана. 33 341 000 кВт⋅ч электроэнергии экспортировано в Иран.
94 390 716 кВт⋅ч электроэнергии произведено ГЭС (19,89 %), 319 662 137 кВт⋅ч электроэнергии произведено ТЭС (67,36 %). 60 516 708 кВт⋅ч электроэнергии произведено СЭС (12,75 %).
154 907 424 кВт⋅ч электроэнергии произведено возобновляемысм источниками энергии (32,64 %).
Общая мощность электростанций НАР в 2023 году достигла 244,8 МВт, солнечных электростанций — 39 МВт.
Продолжено строительство Ордубадской и Тивинской ГЭС.
Установлено 1 247 счётчиков для новых абонентов, из них 611 для населения, 121 — для объектов торговли и услуг, 83 — на иных коммерческих объектах, 17 — бюджетным организациям.

### 2025 год
В марте 2025 года завершена реконструкция Джульфинской подстанции. Подстанция мощностью 132/110/10 кВ была построена в 2004 году. В связи с выработкой ресурса оборудованием подстанции произведена реконструкция. Установлены трансформатор мощностью 132/110 кВ и 50 МВА и два трансформатора мощностью 110/35/10 кВ и 16 МВА. После реконструкции мощность подстанции составила 82 МВА.

### Строящиеся электростанции
На 2023 год ведётся строительство двух электростанций по выработке возобновляемой энергии.
Планируется строительство солнечной электростанции мощностью 400 мегаватт. Для строительства выделен участок площадью 688 гектар.
На октябрь 2024 года ведётся строительство следующих электростанций:
- Ордубадская ГЭС мощностью 36 мегаватт
- Тивинская ГЭС мощностью 15,6 мегаватта

## Сотрудничество
В настоящее время Нахичеванская Автономная Республика подсоединена к энергосистеме Республики Турция. В экономику Нахичевани (в частности, в Ордубаде и Джульфе) постепенно инвестируется турецкий капитал. Развиваются такие отрасли экономики, как экспортное земледелие и садоводство.
В 1992 году правительствами Нахичеванской Автономной Республики, Турции и Ирана был подписан протокол о строительстве мостов над рекой Аракс.
В 2003 году правительства Азербайджана и Ирана подписали меморандум о строительстве нового моста на смежном пункте Шахтахты – Полдашт. С 2005 по 2007 года шла строительная работа моста.
Начиная с декабря 2005 года, Иран снабжает Нахичевань газом. Здесь был построен газопровод.
Летом 2017 года по инициативе Министерства экономики Турции была создана зона свободной торговли с Нахичеванской Автономной Республикой.
В 2018 году между Таможенной администрацией Ирана (IRICA), правительствами Азербайджана и Нахичеванской Автономной Республики был подписан Меморандумы о взаимопонимании.